# Adolphe Martial-Potémont

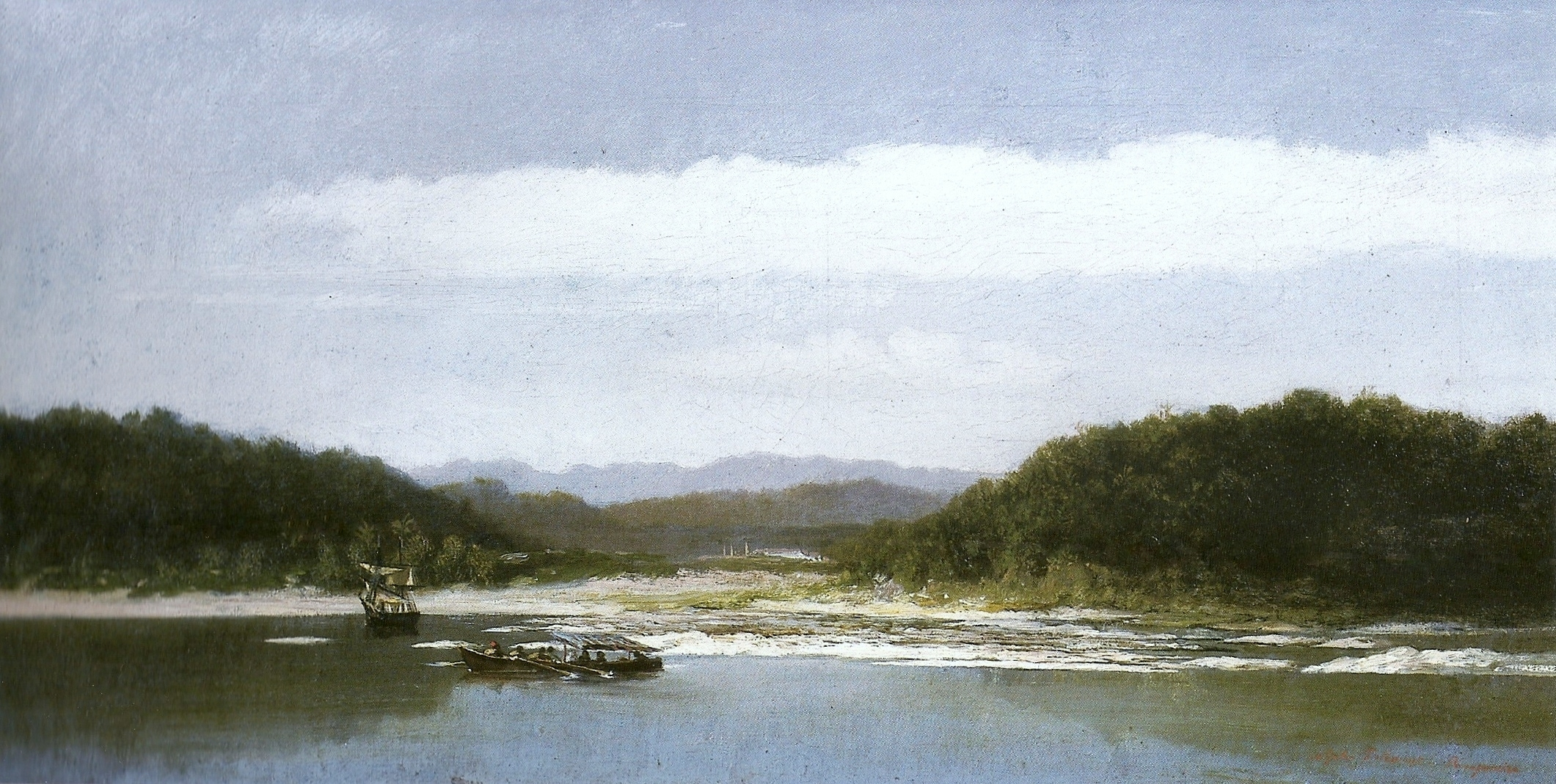
La baia di Guanabara

Adolphe Théodore Jules Potémont (Parigi, 10 febbraio 1827 – Parigi, 14 ottobre 1883) è stato un pittore e incisore francese, acquafortista.

## Biografia
Nato a Parigi, è più conosciuto come Martial-Potémon, o addirittura come Martial.

Fu allievo di Léon Cogniet e di Félix Brissot de Warville. Trascorse dieci anni nell'Isola della Riunione, dal 1847 al 1857, dove eseguì molti dei suoi quadri.
Di ritorno in Francia incise una serie di acqueforti che rappresentavano la Parigi antica e dipinse l'Esposizione universale che si tenne a Parigi nel 1867.

È noto specialmente per le sue 57 tavole che illustrano le favole di Jean de la Fontaine, tratte dai disegni di Fragonard.
La sua produzione pittorica comprende soprattutto paesaggi e scene di genere, di cui alcuni furono esposti nei Salon negli anni dal 1840 al 1860.

Martial morì a Parigi a 56 anni, nella sua abitazione al n.60 di rue Saint-Georges.

## Opere principali
- La Cour de ferme
- Au bois de Meudon
- Les Laveuses
- Le marché aux légumes
- Retour des parcs à huîtres
- Siège de la "Société des aquafortistes" au 79 rue de Richelieu (1865)

## Premi
Medaglia per l'incisione nel 1869.
Ottenne la medaglia di seconda classe per la pittura nel 1876.

## Retrospettive
Nel 2008-2009, in seno alla mostra Louis Antoine Roussin, al Museo Léon-Dierx (Saint-Denis-de-la-Réunion), è stata allestita una sua retrospettiva..

## Pubblicazioni
- Antoine Louis Roussini, Souvenirs de l'île Bourbon poi Souvenirs de l'île de la Réunion, raccolta di litografie 1847-1850.
- Adolphe Martial Potémont, Ancien Paris, 1862-1863, edito da Cadart et Luquet.
- A.-P. Martial, Nouveau traité de la gravure à l’eau-forte pour les peintres et les dessinateurs, edito da Alfred Cadart, Parigi, 1872  Lire sur Gallica.

## Galleria d'immagini

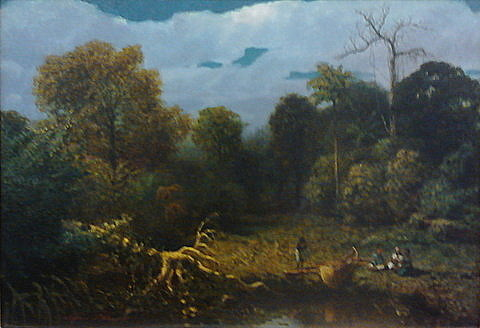
Paesaggio fluviale
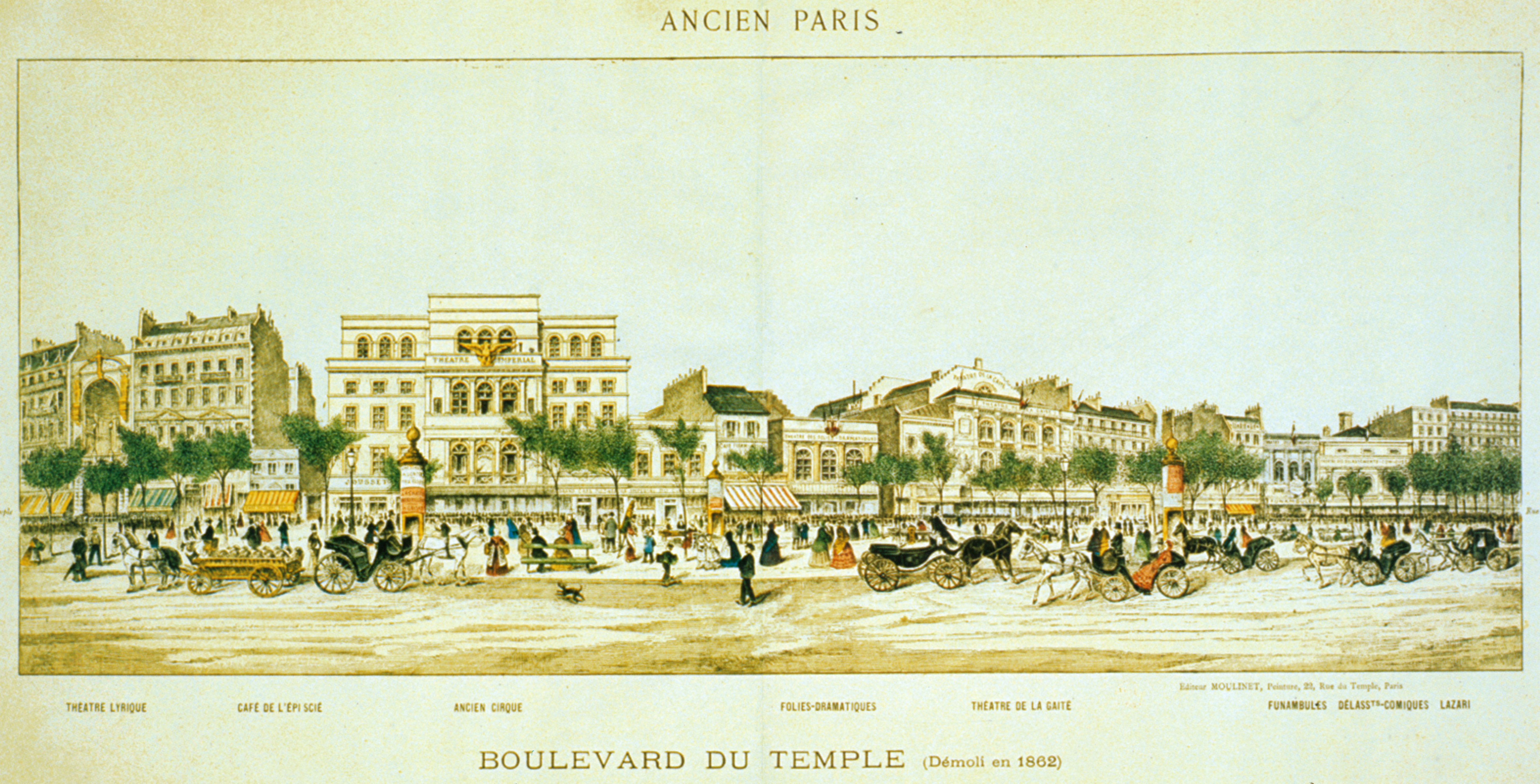
Parigi antica: Boulevard du Temple nel 1862
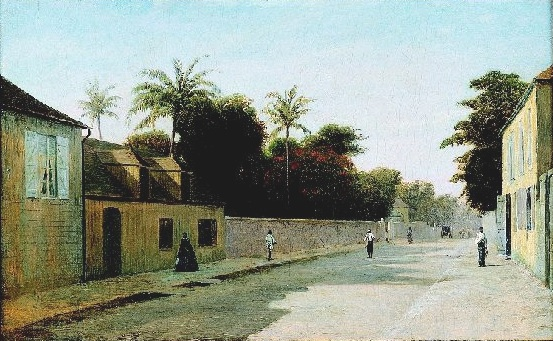
Paesaggio urbano
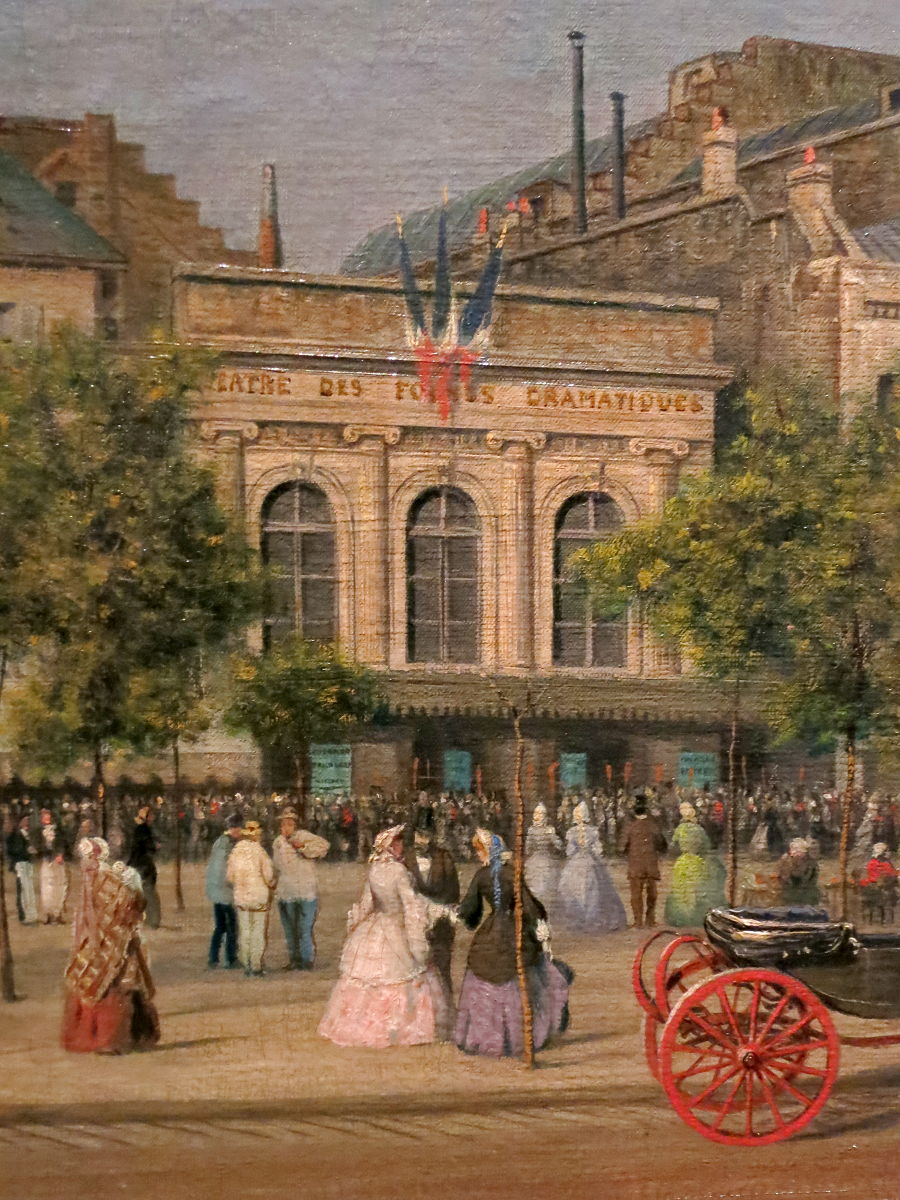
Teatro delle Folies Drammatiche
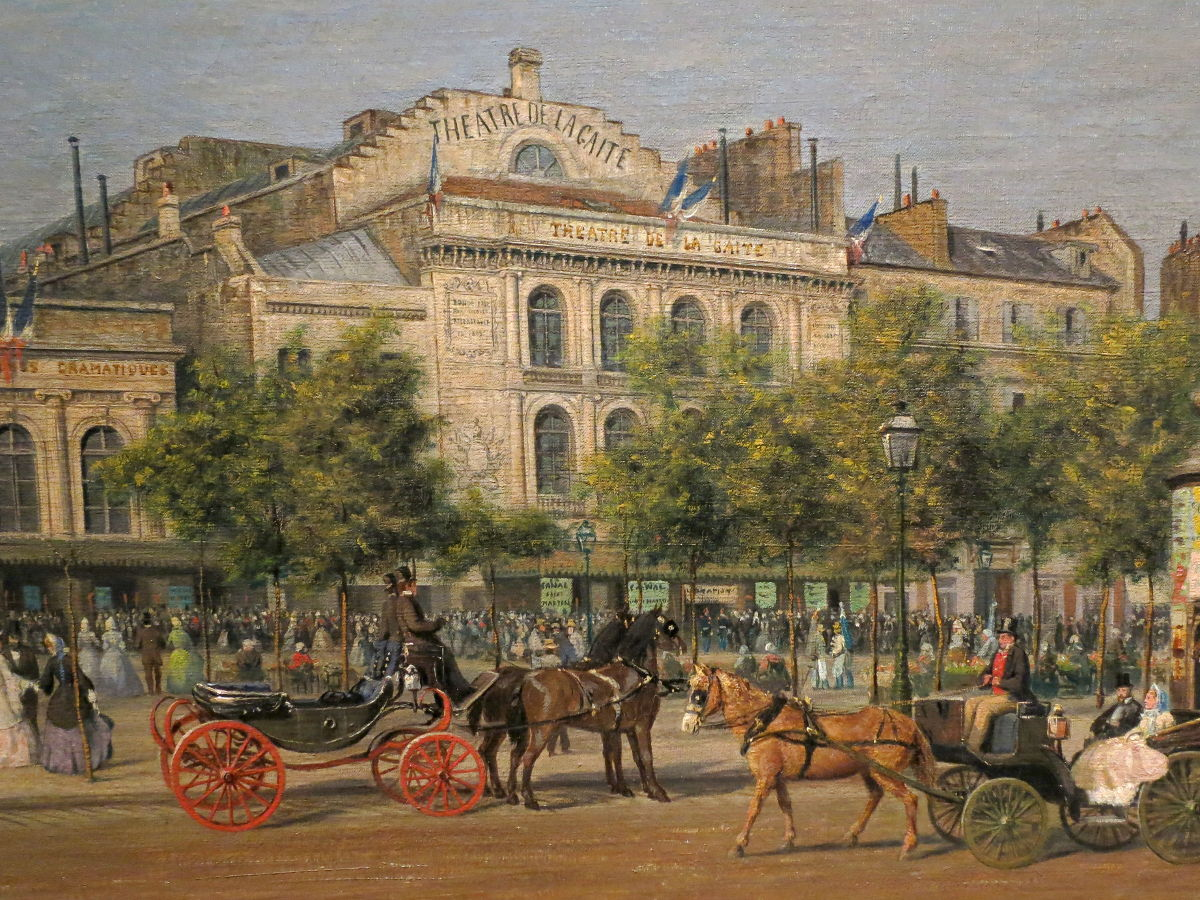
Teatro dell'Allegria
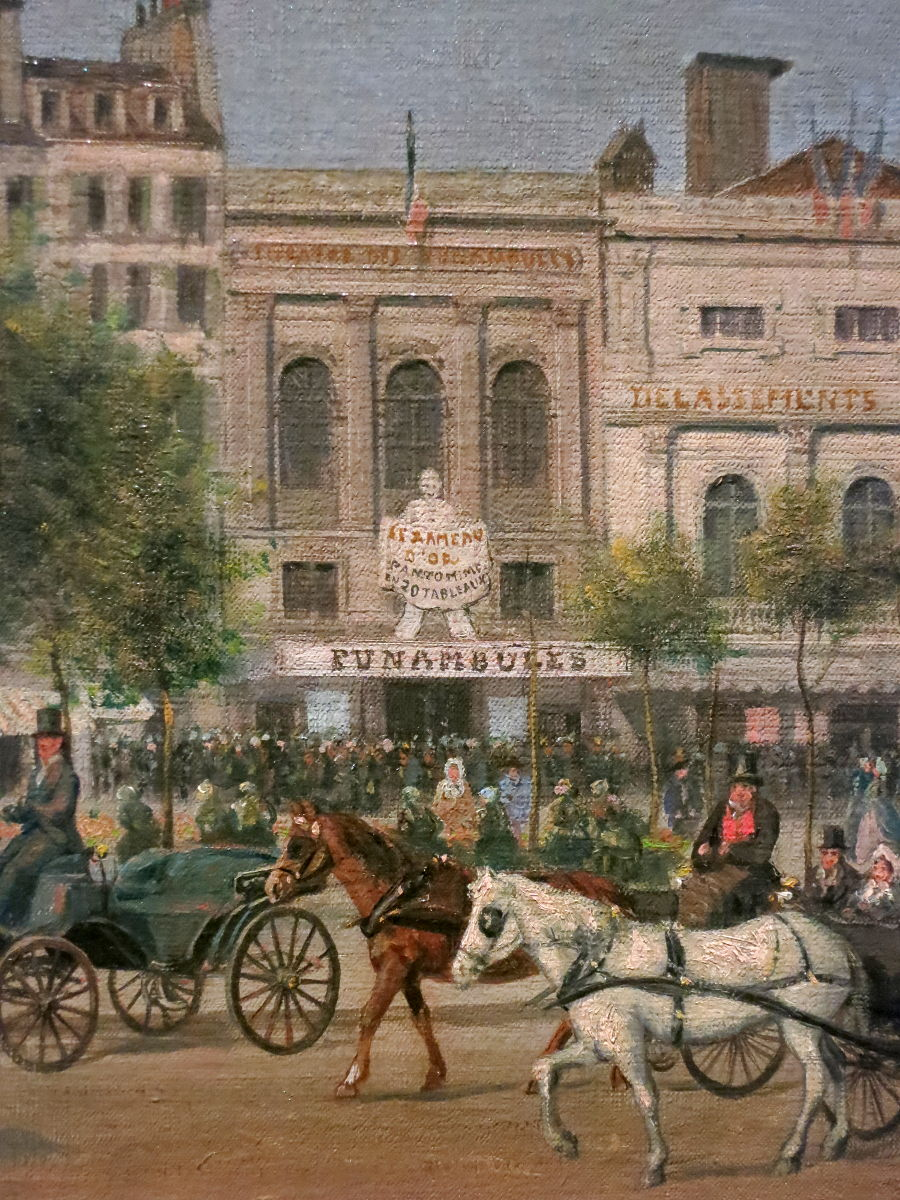
Teatro dei Funamboli